# 米哈伊尔·莫洛坚斯基
米哈伊尔·谢尔盖耶维奇·莫洛坚斯基（俄语：Михаил Сергеевич Молоденский，1909年—1991年）是一位著名的苏联物理大地测量学家。1936年毕业于莫斯科国立大学，1946年起一直在地球物理研究所(Институт Физики Земли АН СССР)工作。他依据地球表面的测量数据创造了确定地球形状及其引力场的基本理论，研制了苏联第一台重力仪，发展了地球章动的理论，提出了正常高和似大地水准面的概念。